# Revista em quadrinhos
Uma revista em quadrinhos é uma publicação periódica, geralmente financiada por publicidade ou por leitores, destinada à publicação de histórias em quadrinhos. Durante grande parte do século XX, foi o formato mais frequente de publicação de histórias em quadrinhos.
A primeira revista em quadrinhos moderna, Famous Funnies, foi lançada nos Estados Unidos em 1933, e seu conteúdo continha republicações de tiras de jornal.

## Estrutura
As revistas em quadrinhos dependem de sua organização e aparência. Os autores concentram-se principalmente no tamanho, orientação e posições dos quadros. Esses aspectos característicos dos quadrinhos são necessários para transmitir o conteúdo e as mensagens do autor. Os elementos-chave dos quadrinhos incluem quadros (ou vinhetas), balões (balões de diálogos), legendas (também chamados de recordatórios) e personagens. Balões são geralmente contêineres espaciais convexos de informações relacionadas a um personagem usando um elemento de cauda. A cauda tem uma origem, caminho, ponta e direção pontiaguda. As principais tarefas na criação de revistas em quadrinhos são escrever, desenhar e colorir.
No mercado americano, o formato mais comum é o comic book, no qual cada página mede aproximadamente 17 x 26 cm.

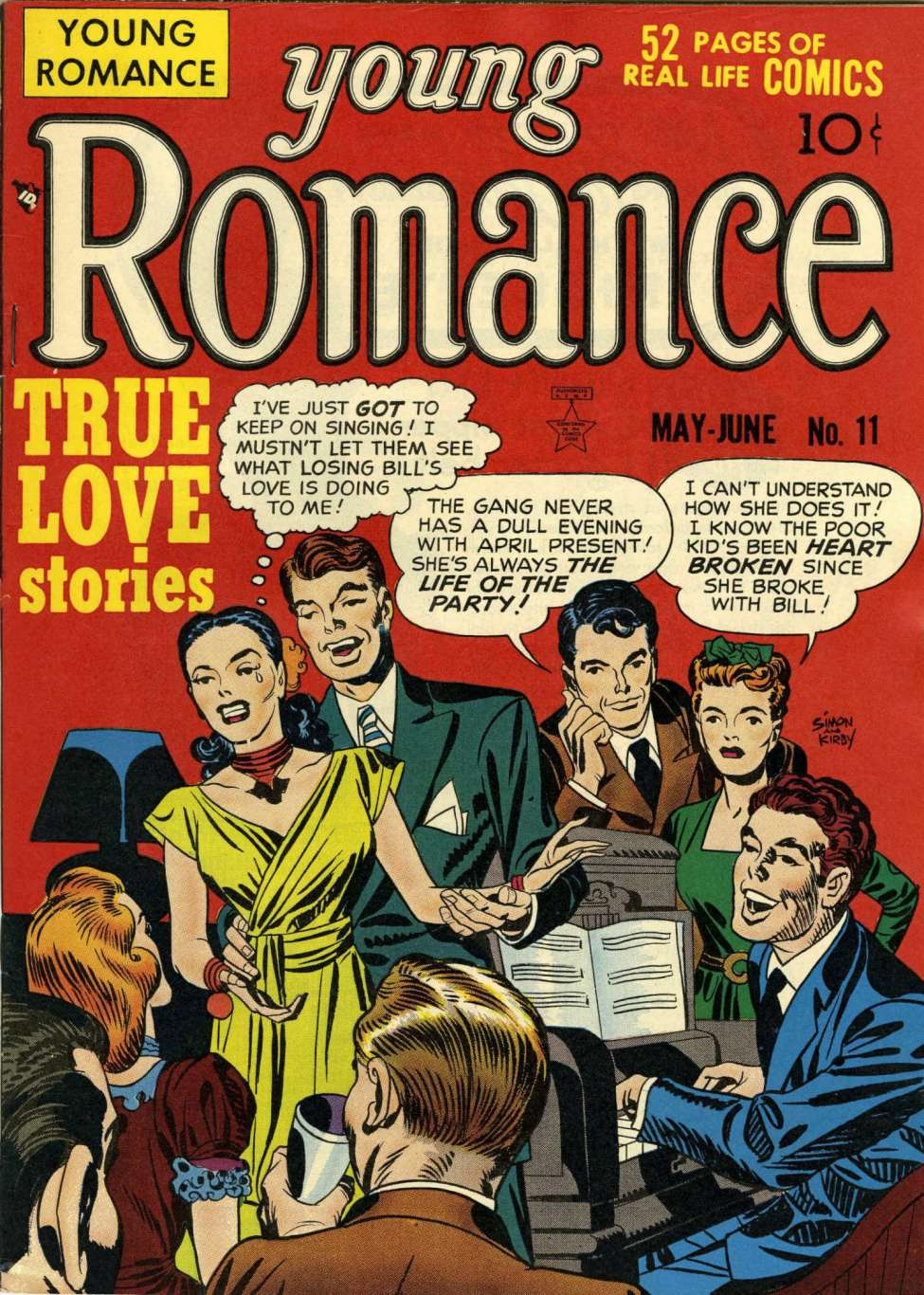
Capa de Young Romance nº 11 de 1949, arte Jack Kirby e Joe Simon.

Uma revista em quadrinhos difere dos álbuns e graphic novels causa de sua impressão menos luxuosa (lombada e capa mole, papel de baixa qualidade), geralmente com uma encadernação com grampos. Para reduzir os custos na maioria dos vários periódicos publicados, podem ser produzidos com poucas tintas, algumas até impressas em preto e branco, onde a técnica do claro-escuro pode ser utilizada. O periódico é freqüentemente usado como meio de pré-publicação, histórias em quadrinhos são pré-publicadas na imprensa diária, semanal, nacional ou regional. Muitos autores recorrem a autopublicação, lançando revistas independentes conhecidas como fanzines. Ao atingir a popularidade, as séries tem seus arcos de histórias ou histórias curtas reunidas em um edição encadernada no formato de livro como um álbum. No mercado franco-belga controlam a publicação da maioria das histórias em quadrinhos. O autor trabalha dentro de um prazo auto-designado, e é comum que os leitores esperem seis meses ou até dois anos entre uma edição e outra. A maioria dos álbuns são impressos em capa dura, geralmente com 48, 56 ou 64 páginas. Algumas editoras e autores pré-publicam até mesmo histórias em quadrinhos online (webcomics).
Revistas de mangá - também conhecidas como "antologias" - muitas vezes executam várias séries simultaneamente, com aproximadamente 20 a 45 páginas alocadas para cada série por edição. Essas revistas variam de 200 a mais de 850 páginas cada, ficando com um aspecto parecido com.com listas telefônicas. Revistas de mangá também contêm quadrinhos de uma única páginas e uma variedade de tiras verticais de quatro quadros chamadas de yonkomas. As séries de mangá podem continuar por muitos anos se forem bem-sucedidas, com histórias reunidas em formatos de livros, tais como os tankobons, cujo formato lembra um livro de bolso. No Japão, também há presença de revistas independentes, conhecidas dōjinshis, a maior feira de dōjinshis, a Comiket, atrai 500.000 visitantes duas vezes por ano.
A década de 1970 viu o advento das lojas especializadas em quadrinhos (gibiterias). Inicialmente, as revistas em quadrinhos eram vistas como entretenimento infantil. No entanto, com o crescente reconhecimento dos quadrinhos como uma forma de arte e a crescente presença da cultura pop em convenções de quadrinhos, eles agora são adotados por muitos adultos.
A partir dos anos 1990, houve o uso de papeis mais caros, passando a ser impressos com maior qualidade.

## Histórico

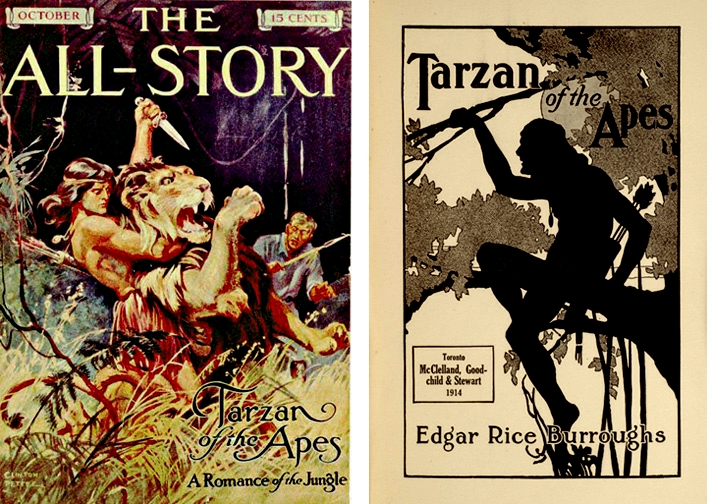
Capa e ilustração Tarzan de Edgar Rice Burroughs, criado para a revista pulp The All-Story.

Nos últimos anos do século XIX, os editores começaram a usar a técnica de encadernação e publicação para comercializar cópias literárias a baixo custo e, portanto, acessíveis a pessoas com menor poder aquisitivo. Se as folhas não estiverem presas, mas apenas grampeadas, o custo da peça seria menor. Por esse mesmo motivo, o trabalho nesse tipo de publicação tende a ser de baixa qualidade. O consumo desses produtos aumentou devido à diminuição da taxa de analfabetismo, em resposta ao crescente desenvolvimento econômico que necessitava de trabalhadores mais instruídos. Esse tipo de publicação também foi mais propício ao câmbio e ao empréstimo (por uma pequena quantia) de pequena escala em bancas de jornal, já que seu escasso valor econômico, sua abundância e sua escassa durabilidade física não motivaram a coleção.
As primeiras publicações de revistas pulp, revistas de consumo baratas e populares, produzidas com polpa de celulose, especializadas em histórias de diferentes gêneros narrativos, continham histórias com ilustrações usadas para descrever as cenas. As histórias ilustradas publicadas nas revistas pulp, se pareciam com história em quadrinhos, que usam desenhos para contar uma história, não por acaso, A primeira versão do Superman (um vilão careca) apareceu em 1933 na terceira edição do fanzine Science Fiction: The Advance Guard of Future Civilization, de Jerry Siegel e Joe Shuster, num conto ilustrado chamado The Reign of the Superman. Mais tarde, o personagem seria reformulado como um super-herói para o formato de histórias em quadrinhos.

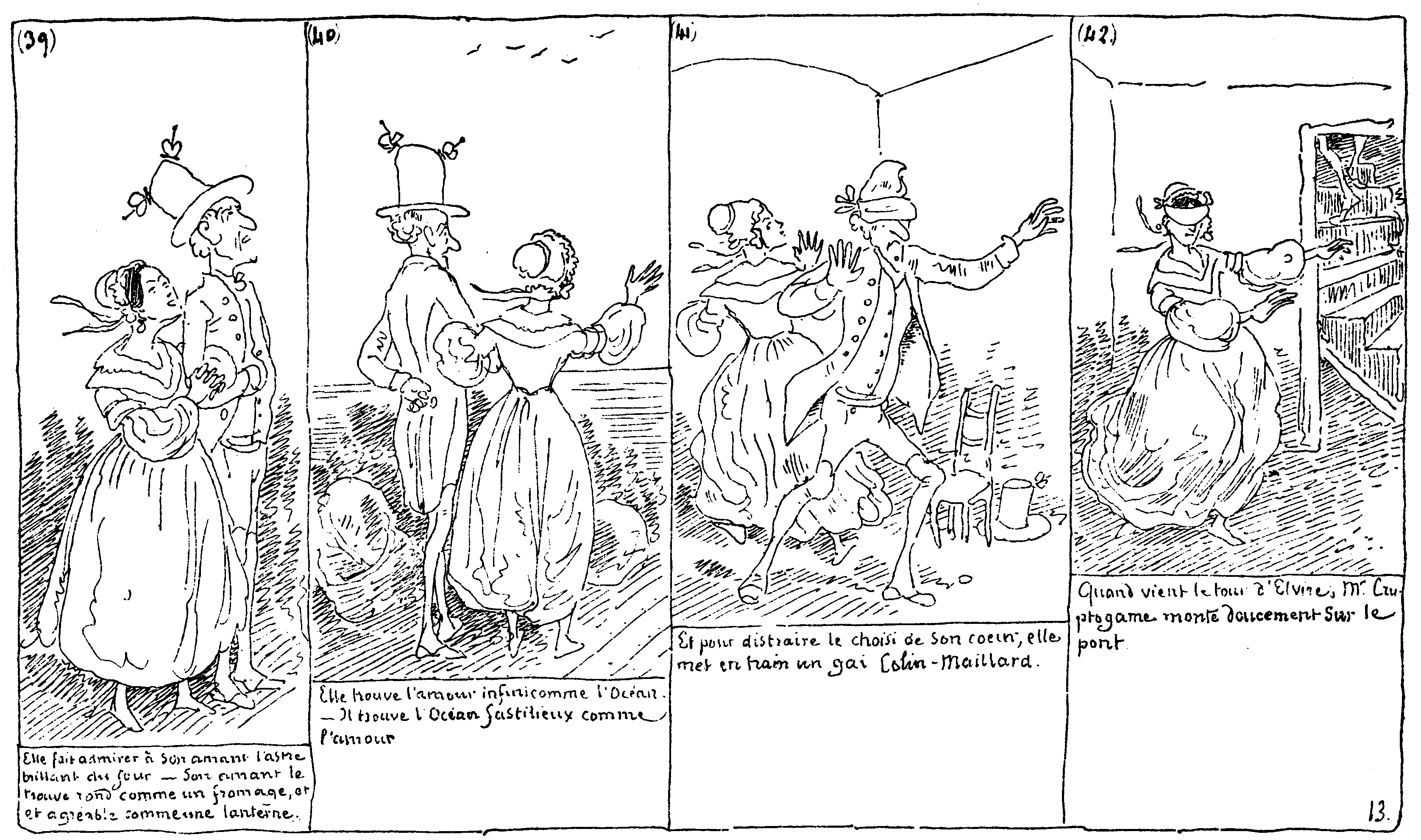
Histoire de Monsieur Cryptogame de Rodolphe Töpffer.

A origem e a distribuição das histórias em quadrinhos sempre foram muito variadas, dependendo das circunstâncias do mercado, em muitos casos as histórias em quadrinhos foram vendidas em suplementos de edições dominicais de jornais. Embora inicialmente não fossem destinados a publicação de obras literaturas, como romances em série e os folhetins usados para publicar os romances de Charles Dickens e outros escritores que costumavam acompanhar os jornais no século XIX.
A primeira história em quadrinhos pré-publicada em uma revista e mais tarde reunida em álbum foi Histoire de Monsieur Cryptogame de Rodolphe Töpffer que publicada na revista semanal francesa L'Illustration em 1845.
O modelo imitado em todo o mundo da revista britânica Punch de 1841 deu origem as revistas Puck, Judge e Life nos Estados Unidos. Os dois principais editores do país, William Randolph Hearst e seu rival Joseph Pulitzer, decidiram usar as histórias em quadrinhos como uma maneira de vender seus jornais para uma população emigrante que não entendia muito bem o inglês, mas que "lia" as histórias em quadrinhos de jornal. Embora evoluam dos suplementos que acompanham os diários de informação e, em alguns países, ainda os acompanham, em quase todos os casos e em graus diferentes do século XX, são distribuídos e vendidos em bancas de jornais e sua renda, além do preço cobrado aos seus leitores pode ser baseado na inserção de publicidade e assinatura residencial. A aquisição de revistas de mangá por assinatura foi especialmente popular no Japão na segunda metade do século XX.
Nos primeiros anos de sua história, essas histórias em quadrinhos ocupavam um lugar importante no mercado mundial de quadrinhos e, muitas vezes, eram o único meio de publicar histórias em quadrinhos em muitos países. A maioria das revistas de quadrinhos foi direcionada para o público infantil. Em todo o mundo, as editoras americanas DC Comics e Marvel Comics sempre foram as produtoras mais importantes de revistas e influenciaram o conceito do que cada tipo de formato é hoje em dia. Os outros dois grandes mercados quadrinhos são o mercado franco-belga e japonês. Na Espanha, a revista TBO foi a mais importante publicação, responsável pela popularização no país, de  a ponto de dar origem ao termo "tebeo" como sinônimo de histórias em quadrinhos. Em 1939, no Brasil, o grupo Globo lançou a revista intitulada Gibi. Originalmente, a palavra "gibi" significava "menino" mas com o tempo tornou-se sinônimo de revistas em quadrinhos no Brasil  (ver: História em quadrinhos no Brasil).
Até a década de 1990, havia uma grande oferta de revistas especializadas, mas em todo o mundo desde o final da década de 1990 com o surgimento de novas mídias, como a Internet e a globalização, algumas revistas notáveis publicadas desapareceram e houve uma redução das revistas em quadrinhos, das quais poucas permanecem, comparadas ao período de seu maior esplendor. É também digno de nota que o preço do material impresso no papel é muito alto, apesar dos custos reduzidos de produção e do deslocalização.